# Anell de Kayser-Fleischer
L'anell de Kayser-Fleischer és una franja fosca de color daurat-verdós que està situada a la perifèria de la còrnia, en el punt on aquesta s'uneix amb l'escleròtica. Es deu a l'acumulació de coure en la còrnia a conseqüència de la malaltia de Wilson o degeneració hepatolenticular. Va ser descrit per primera vegada el 1902 i 1903 pels metges alemanys Bernhard Kayser i Bruno Fleischer als quals deu el seu nom. Inicialment es va creure que era degut a dipòsits de plata. El 1932 es va descobrir que l'element que es diposita és el coure.
L'anell de Kayser-Fleischer no causa cap símptoma i pot detectar de forma accidental durant una exploració oftalmològica. És visible a simple vista, encara que pot ser necessari utilitzar un dispositiu òptic que es diu llum de fenedura per detectar la seva presència.